# باكنانغ
باكنانغ (بالألمانية: Backnang) هي بلدة كبيرة ‏، مدينة وبلدة ألمانية تقع في ألمانيا في مقاطعة ريمس مور. يقدر عدد سكانها بـ 35,661 نسمة .

## المدن التوأمة
مدن أنوناي، Bácsalmás وتشيلمسفورد (إسكس) هي مدن توأمة لـباكنانغ.

## أعلام
- جوليان شيبر
- رالف رانكيك
- أندرياس هينكل
- باتريك باور
- دانيال لانغ